# Sixto Rodriguez
Sixto Rodriguez (10. července 1942 Detroit, Michigan, USA – 8. srpna 2023), celým jménem Sixto Diaz Rodriguez, hudebně známý také jako Rodríguez, Rod Riguez, případně Jesús Rodríguez, byl americký folkrockový hudebník mexického původu. Mezinárodně známým se stal díky dokumentárnímu filmu Pátrání po Sugar Manovi (Searching for Sugar Man) z roku 2012. Zemřel 8. srpna 2023 ve věku 81 let. Příčina jeho úmrtí nebyla oznámena.

## Hudební kariéra v letech 1967–1973 a 1979–1981
Jeho kariéra začala v hudebních klubech amerického Detroitu. První singl vydal u společnosti Impact Records už roku 1967. Neprodával se a nahrávací společnost proto o další písně už neměla zájem. O více než dva roky později se však o jeho sugestivních písních a zpěvu doslechli producenti Dennis Coffey a Mike Theodore, které svým projevem velice zaujal. V návaznosti na to pak roku 1970 u americké společnosti Sussex Records vydal album Cold Fact. Přestože se album dobře neprodávalo, vyšlo o rok později druhé album Coming from Reality. Rozpracované třetí album už zůstalo nedokončené, protože nahrávací společnost od smlouvy odstoupila kvůli komerčnímu neúspěchu dosavadních nahrávek.
Poté se vrátil ke klubovému hraní a na živobytí si vydělával převážně jako nekvalifikovaný stavební dělník. Současně si také doplňoval vzdělání. Roku 1981 získal bakalářský titul z filozofie na veřejné státní škole Wayne State University's Monteith College v Detroitu. Celkově však žil způsobem života nižší třídy. Z vyprodukovaných nahrávek žádné platby nedostával.
Mezitím se jeho nahrávky dostaly do Austrálie, na Nový Zéland, do Jižní Afriky a několika dalších zemí. Vzhledem k tomu, že už na hudební vydavatelství nebyl nijak napojen a nahrávky navíc často kolovaly privátními cestami, neměl o jejich oblibě žádné informace. Na přelomu sedmdesátých a osmdesátých let na krátkou dobu obnovil svou hudební kariéru poté, co dostal zprávu o popularitě svých písní v Austrálii. Koncerty v Austrálii byly však nakonec jen epizodní záležitostí.

## Sugar Man
Dokumentární film Pátrání po Sugar Manovi z roku 2012 mapuje popularitu nahrávek v JAR, kde v sedmdesátých a osmdesátých letech vládl režim apartheidu a země se ocitla v mezinárodní izolaci. Jeho nahrávky se mezi mladými Afrikánci šířily živelným způsobem a současně s nimi kolovala i legenda, že jejich autor spáchal sebevraždu. Rodriguezovy nahrávky ovlivnily celou generaci Afrikánců, o samotném zpěvákovi ale prakticky nikdo nic nevěděl.
Až v devadesátých letech 20. století se dvěma fanouškům podařilo zjistit některé skutečnosti o jeho životě a spojit se s ním. Následné koncerty v JAR zaznamenaly velký ohlas a odstartovaly jeho oživenou kariéru.
Zajímavostí je, že ačkoliv významná část sekvencí filmu (včetně autentických záběrů do publika v hale s několika tisíci lidmi) byla natočena v JAR, téměř se v nich neobjevují černoši. Tento fakt je možné přičíst tomu, že Rodriguezova popularita v JAR byla téměř výlučně záležitostí Afrikánské komunity, jak o tom ve filmu hovoří Willem Möller.